# Ferdinand Freiligrath
Hermann Ferdinand Freiligrath (ur. 17 czerwca 1810 r. w Detmold; zm. 18 marca 1876 r. w Cannstatt koło Stuttgartu) – niemiecki poeta i tłumacz.

## Dzieła
- Wiersze (1838)
- Ein Glaubensbekenntniß (1844)
- Ça ira (1846)
- Nowe wiersze (1871)